# Земляничная улица (Чернигов)
Земляничная улица (укр. Сунична вулиця) — улица в Деснянском районе города Чернигова, исторически сложившаяся местность (район) Александровка. Пролегает от улицы Архитектурная до безымянного проезда. 
Нет примыкающих улиц.

## История
Улица проложена после 1999 года, когда сёла Певцы и Александровка были включены в черту города. По данным местности на 1985 год поле между сёлами не застроено. 
24 декабря 2015 года укр. Землянична вулиця переименована на укр. Сунична вулиця исходя из норм правописания украинского языка, согласно Распоряжению городского главы В. А. Атрошенко Черниговского городского совета № 308-р «Про переименование улиц города» («Про перейменування вулиць міста»)

## Застройка
Улица пролегает в северо-западном направлении параллельно улицам Полевая и Спасская. Парная и непарная стороны улицы заняты усадебной застройкой. Улица имеет проезд к улицам Полевая и Спасская. 
Учреждения: нет